# Bodenseehäfen

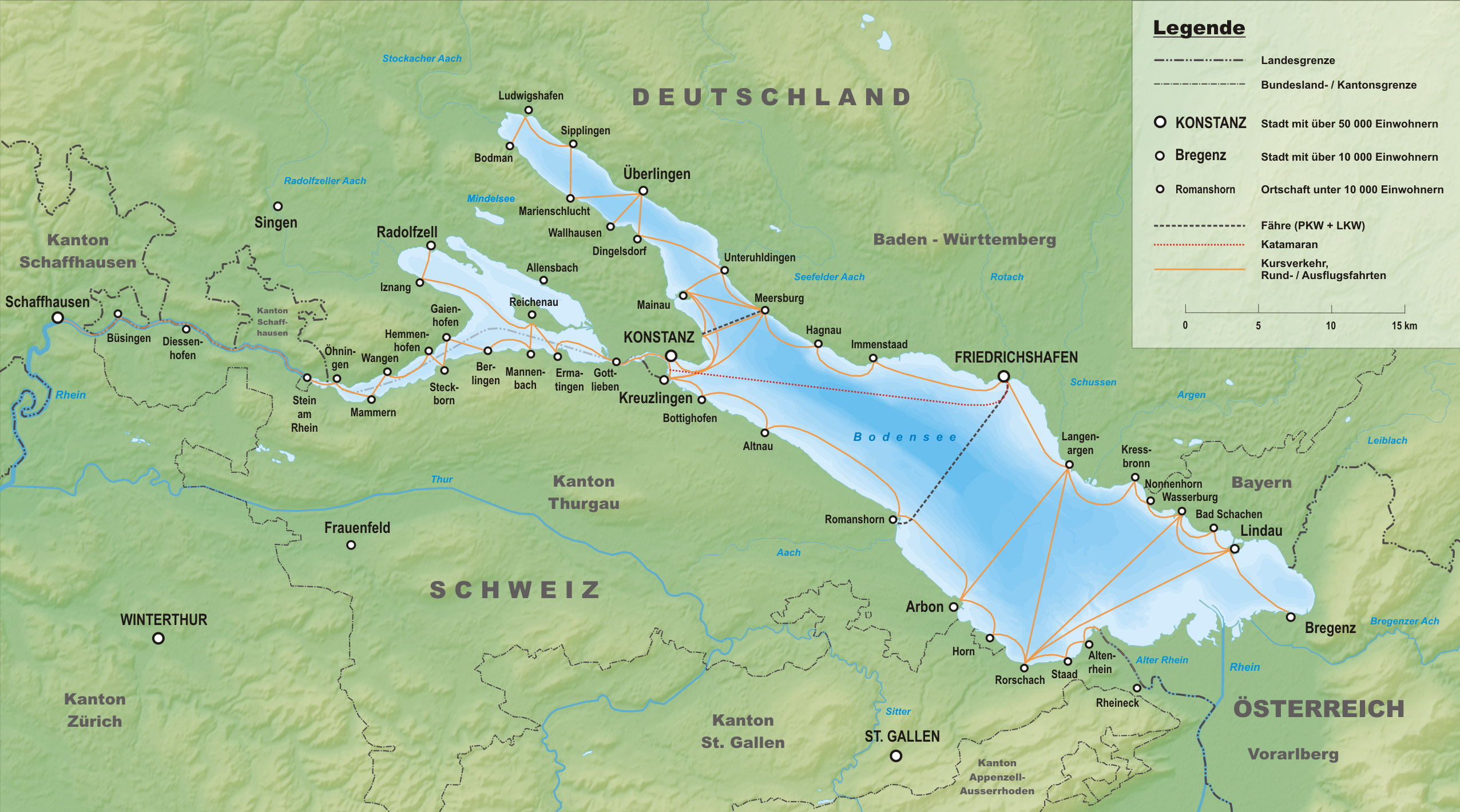
Häfen und Schiffsanleger am Bodensee

Die Schifffahrt auf dem Bodensee verfügt heute über mehrere Häfen für die Fahrgastschiffe der Weißen Flotte. Zusätzlich gibt es in Konstanz-Staad und im Nordwesten von Meersburg die Häfen der Autofähre Konstanz–Meersburg sowie in vielen kleineren Orten Schiffsanleger.

## Geschichte

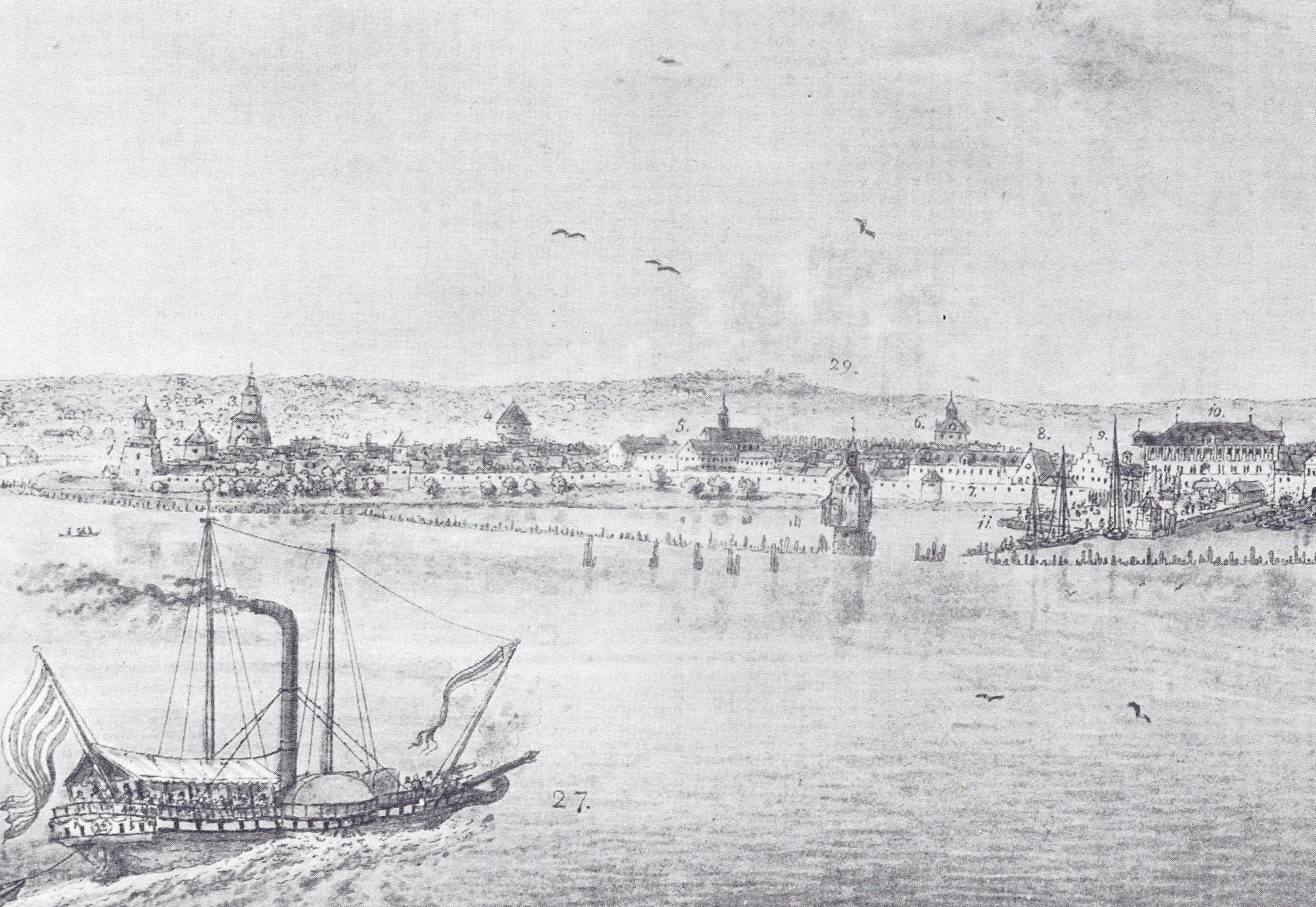
Der alte Konstanzer Hafen mit den Palisaden, dem Lukenhäuschen des Hafenmeisters und dem Damm vor dem Konzilgebäude (1827)

Häfen bieten den Schiffen Schutz bei Stürmen und Wellengang. Meist waren sie auch Standort für Märkte und Lagerhäuser („Greth“, „Kornhaus“, „Salzstadel“, „Konzilgebäude“). Sie dienten dem Be-, Ent- und Umladen von Gütern, deren Lagerung, Zollabfertigung und oft auch dem Schiffbau; heute dienen sie am Bodensee nur noch dem Zustieg von Fahrgästen.

### Von der Antike bis zum Beginn der Dampfschifffahrt (1824)
Die römische Herrschaft am Bodensee dauerte von 15 n. Chr. bis ins 5. Jahrhundert. Aus dieser Zeit stammen die 1969 in Bregenz (römisch: Brigantium) entdeckten spätrömischen Hafenanlagen. Von der Schifffahrt der folgenden Jahrhunderte sind keine Hafenanlagen überliefert. Sie benutzte natürliche Schutzräume wie Flussmündungen und Buchten im Lee von „Hörnern“ (Landzungen) oder künstliche „Stedi“ (unbefestigte Landeplätze, durch Steine und Faschinen geschützt). 1390 wurde vor Bregenz ein künstlicher Hafen aus „Seepfahlen“ gebaut: Hauptpfähle zum Festmachen und gemeine Pfähle als Wegweiser. Im Hafen durfte nicht gesegelt werden, nur „geschaltet“ (gestakt). Ein- und auslaufende Schiffe wurden mit Signalhörnern „angeblasen“ (angekündigt). Solche einfachen Häfen gab es bald häufiger. 1764 waren die in Bregenz und in Lindau die größten; dort wurde 1811 auch der erste Hafen mit Steinmauern gebaut.

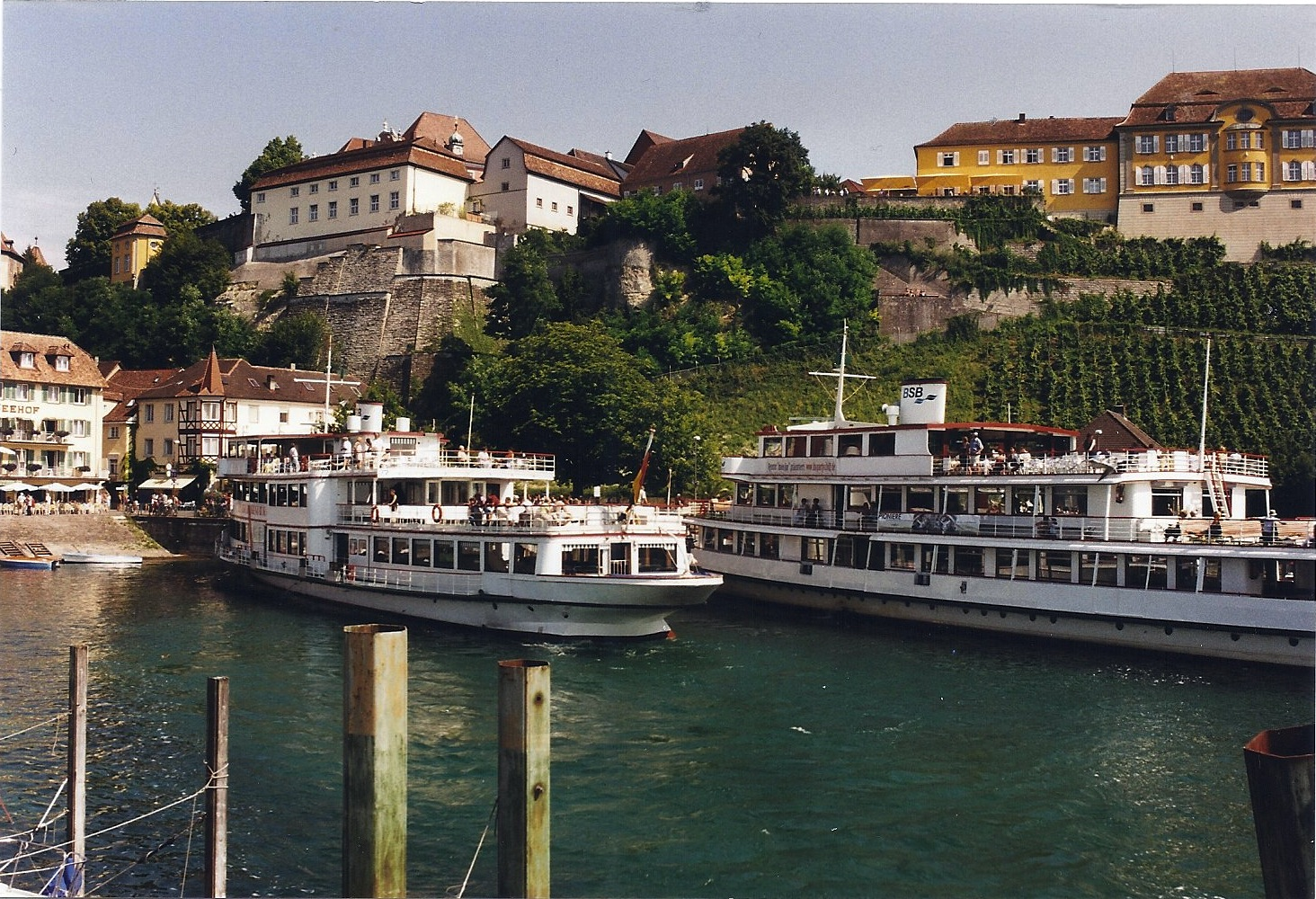
Schwaben und Überlingen im Hafen von Meersburg vor der Burg und dem Neuen Schloss.

### Gestalt der Bodenseehäfen
Größe und Struktur des Hafenbeckens wurden bestimmt durch die Länge und der Manövrierfähigkeit der Dampfschiffe, des Hafengrundes und der Anzahl der dort beheimateten Schiffe. Andererseits begrenzt die Hafengröße heute noch die Länge moderner Motorschiffe. Deren Voith-Schneider-Antrieb verbesserte aber die Manövrierfähigkeit so, dass im  kleinen Hafen von Meersburg drei große  Schiffe gleichzeitig anlegen können. Die benötigte Wasserfläche wurde immer geringer. Die nicht benötigte Wasserfläche und die Molen in den „hinteren Häfen“ ergaben ideale Liegeplätze für private Motorboote und Segelyachten. Die zugehörige Infrastruktur war möglich durch den Wegfall von Werften, Lagerplätzen und Gleisanlagen.

### Nach dem Beginn der Dampfschifffahrt
1824, als die Dampfschifffahrt auf dem Bodensee begann, gab es erst einen weiteren Hafen mit Steinmole, den Mantelhafen in Überlingen. In den folgenden 50 Jahren wurden in den wichtigsten Orten neue Häfen für Dampfschiffe gebaut, immer wieder vergrößert und strukturell verbessert. Erheblich beschleunigt wurde dieser Prozess durch den Bau neuer Eisenbahnstrecken bis zu den Häfen am Obersee. Das waren auch die Heimathäfen der Bodensee-Schifffahrtsgesellschaften der staatlichen Ländereisenbahnen, deren Güter- und Personenbahnhöfe sich unmittelbar neben den Hafenanlagen befanden. 1920 wurde die Deutsche Reichsbahn Eigentümerin der Schiffe und Häfen. Nach der Besatzungszeit ging 1952 die Rechtsnachfolge auf die Deutsche Bundesbahn über, 1996 auf die Bodensee-Schiffsbetriebe GmbH (BSB), ein Tochterunternehmen der Deutschen Bahn AG. 2003 übernahmen die Stadtwerke Konstanz, die bereits erfolgreich die Autofähre Konstanz–Meersburg betrieben, den Schiffsbetrieb der BSB. Eine weitere 100-prozentige Tochtergesellschaft, die Bodensee-Hafen-Gesellschaft (BHG), ist für den Betrieb von 13 Hafenanlagen zuständig. 

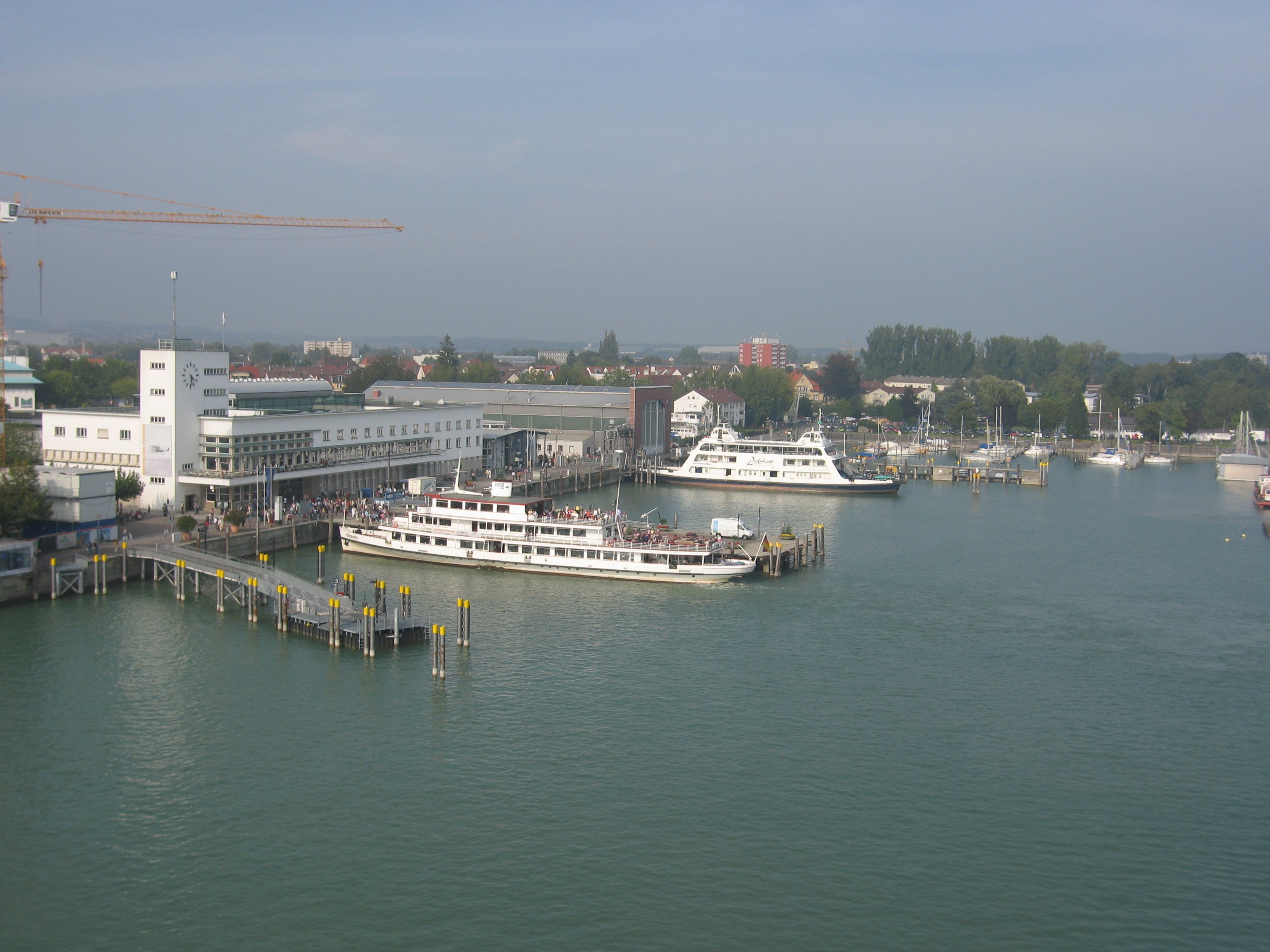
Die Anlegestellen der Kursschiffe, des Katamarans und der Autofähren in Friedrichshafen.

### Liste der wichtigsten Häfen am Bodensee
- Konstanz: 1839/41 Bau des nördlichen Hafens (13.000 m²) am „Konzilgebäude“; 1846/55 Bau der Werft; 1863 Anschluss an die Eisenbahn mit Bahnhof und zweiter, südlicher Hafen (55.000 m²) für Eisenbahntrajekte nach Lindau und Bregenz (bis 1917); 1890 Vereinigung der beiden Hafenteile. Seit 1993 ist die „Imperia“ Wahrzeichen des Hafens. Ab 2005 Bau von Schwimmanlegern für den Katamaran und zwei Kursschiffe. Von Konstanz aus sind alle Verbindungen direkt möglich: Nach Schaffhausen, Überlingen, Bregenz und Rorschach. Die Werft wird nur noch als Werkstatt benutzt. Die Stadt ist Heimathafen der „badischen“ Schiffe, Sitz der BSB und der Stadtwerke Konstanz.

- Meersburg: 1851/1852 Bau der steinernen Mole. Heute sind im Hafen zwei Schwimmanleger; ein weiterer Liegeplatz ist an der Außenmole. Kleiner aber wichtiger Umsteigehafen zum Überlinger See mit der Insel Mainau. Bis 1974 war der Meersburger Hafen offiziell ein DB-Bahnhof, der einzige in Deutschland ohne Gleisanschluss.

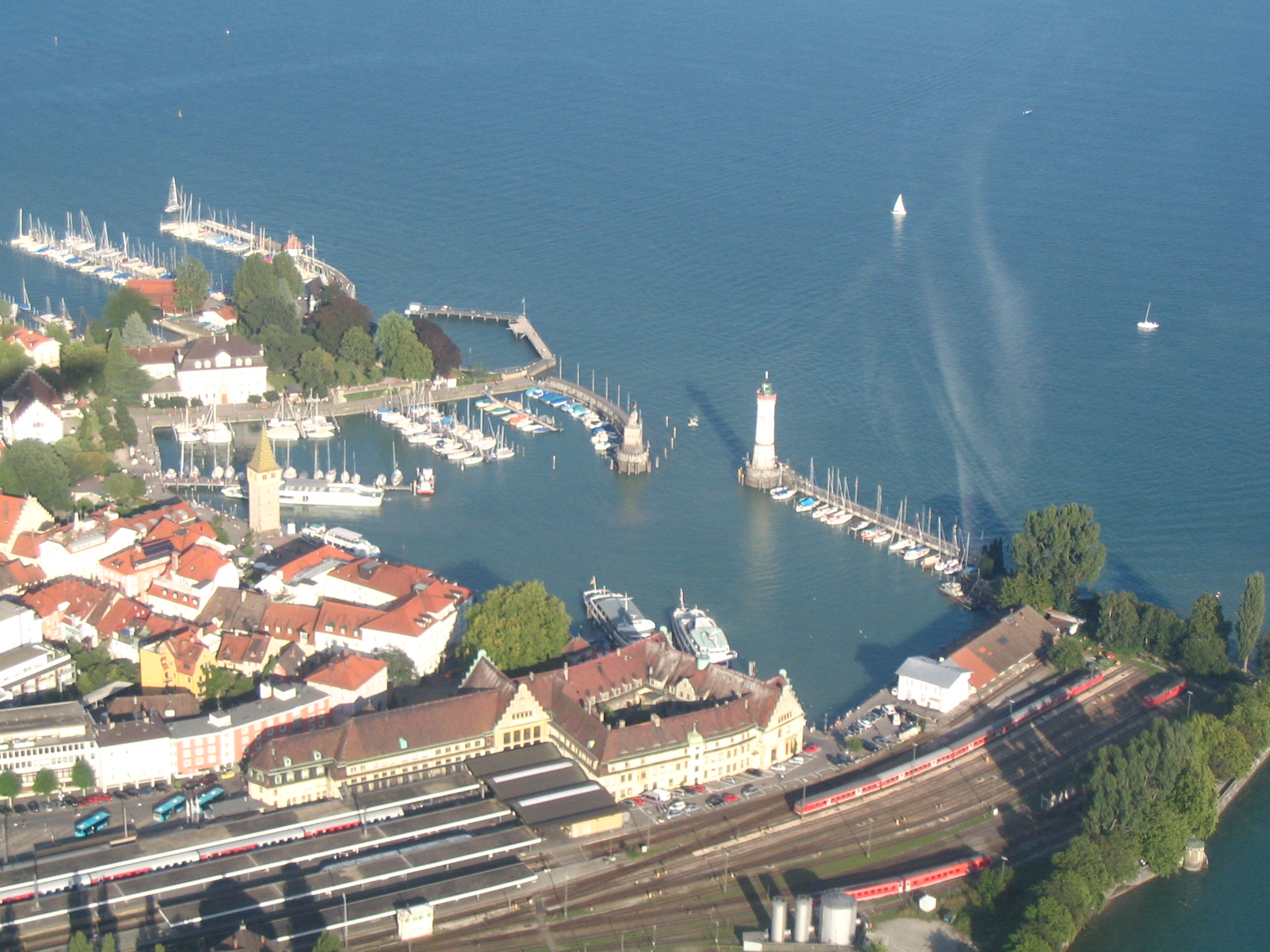
Auf diesem Luftbild ist die Anbindung des Hafens an die Eisenbahn in Lindau gut erkennbar.

- Friedrichshafen: 1811 Bau des „Stadthafens“, später für Dampfschiffe; 1846 Ausbau, 1851 Erweiterung (zum Teil mit Pfahlreihen) und Werft; 1854 Eisenbahnanschluss und erster Hafenbahnhof; 1869 Eisenbahntrajekt nach Romanshorn (bis 1976), ab 1929 auch für Kraftfahrzeuge; 1933 heutiges Hafenbahnhofsgebäude; 1944 schwere Zerstörungen durch Luftangriffe; 2005 Bau eines Katamarananlegers; Liegeplatz für Boote der Wasserschutzpolizei, des Zolls und der Feuerwehr. Bis 1976 wurden Eisenbahnwaggons und Lokomotiven verschifft. Die Werft dient nur noch der Reparatur und Revision der Schiffe. Friedrichshafen ist der Heimathafen der „württembergischen“ Schiffe der BSB und ein bedeutender Verkehrsknotenpunkt, nicht nur für die Schifffahrt vom westlichen und östlichen Obersee, der Autofähre nach Romanshorn und dem Katamaran nach Konstanz, sondern auch mit den Bahn- und Flugverbindungen sowie den Rundflügen mit dem Zeppelin NT.

- Lindau: Seit 1200 befestigte Hafenstadt; 1812 steinerne Hafenmole für fast 100 Segelschiffe; 1848 Schiffswerft (bis 1961); 1854 Eisenbahnanschluss des Hafens über einen Damm zum Hauptbahnhof auf der Insel; 1856 Ausbau des Hafens mit Löwen-Statue und „Neuem Leuchtturm“ an der Einfahrt; 1869 Trajektverbindung nach Romanshorn und Konstanz; Heimathafen der „bayerischen“ Schiffe der BSB.[4]

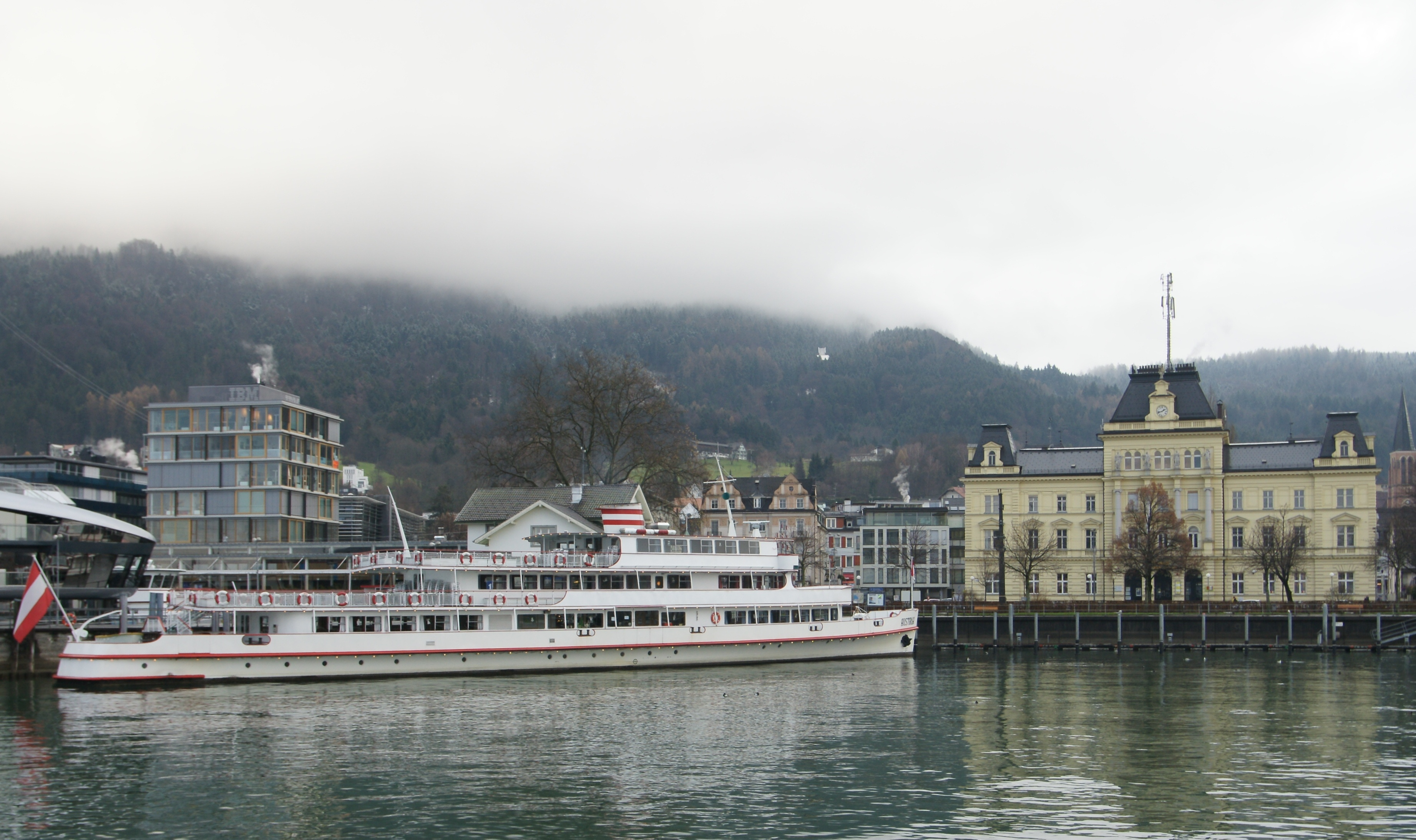
Das 75-jährige österreichische Flaggschiff Austria im Hafen von Bregenz vor dem Pfänder.

- Bregenz: 1842/46 Bau einer hölzernen Hafenanlage für sechs Dampfschiffe; 1850 Ersatz durch eine Steinmole; 1872 Eisenbahnanschluss; 1884 Gründung der österreichischen Bodenseeflotte mit Heimathafen Bregenz; ab 1881 Hafenerweiterung mit Trockendock (bis 1940) und Trajektverbindungen nach Romanshorn, Konstanz und Friedrichshafen (bis 1913/17).[5] Der Hafen besteht seitdem aus einem „großen Molo“ als Wellenbrecher, einem mittleren „Personenmolo“ mit Hafengebäude und Liegeplätze für drei Schiffe im Einsatz sowie einem „Reservemolo“ für Schiffe außer Betrieb. Zwischen diesen beiden wurde 1977 ein eiserner Steg mit Tankstelle errichtet. Bei der Sanierung 1996 wurden Liegeplätze für Privatboote geschaffen.[6]

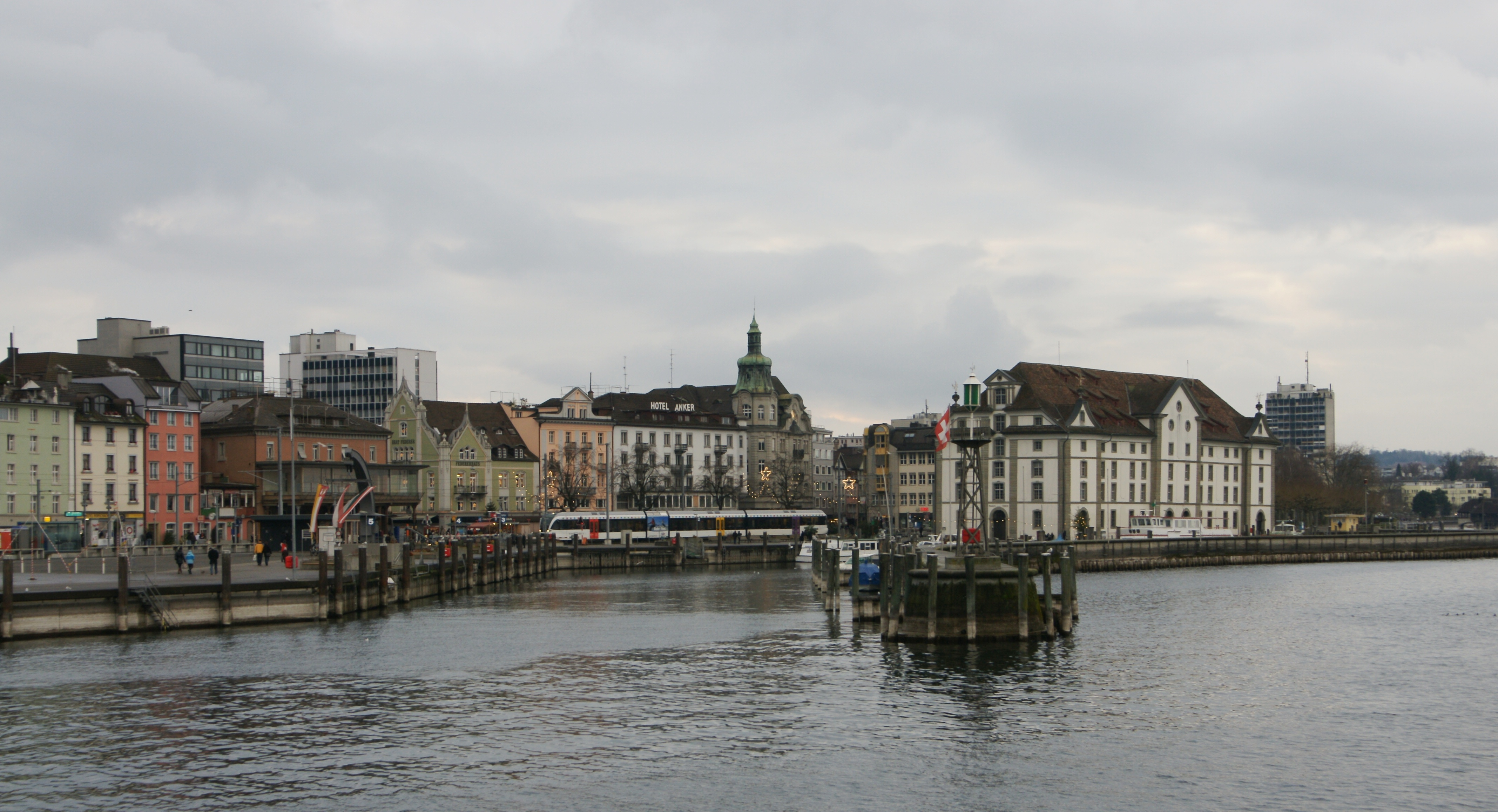
Der enge Hafen von Rorschach.

- Rorschach: 1840 neue Hafenmole für den immer noch zu kleinen Hafen, deshalb 1862 Erweiterung zur heutigen Größe; 1856 unmittelbarer Eisenbahnanschluss; Heimathafen der drei kleinen SBS-Schiffe des ehemaligen Schifffahrtsbetriebs Rorschach.[7]

- Romanshorn: Aus dem kleinen Hafen (1844) des Fischerdorfes entstand bis 1870 der flächenmäßig größte Bodenseehafen mit Gleisanschluss (1855) und Bahnhof direkt am Hafen und Trajektverbindungen nach Deutschland. Als Verkehrsknotenpunkt wurde der Heimathafen der vier großen SBS-Schiffe so bedeutsam, dass sich der Ort um den Hafen entwickelte. Die Trajekte wurden durch die Autofährlinie Friedrichshafen-Romanshorn abgelöst. Die leistungsfähige Werft ist heute die einzige dieser Art am Bodensee.[8]

- Unteruhldingen: Der Ausflugs- und ehemalige Fährhafen befindet sich zwischen der Marina und dem ehemaligen Bahnhof. Die Bodensee-Schiffsbetriebe bieten Verbindungen nach Konstanz, Mainau, Überlingen, Meersburg, Daisendorf und Rorschach an.[9]

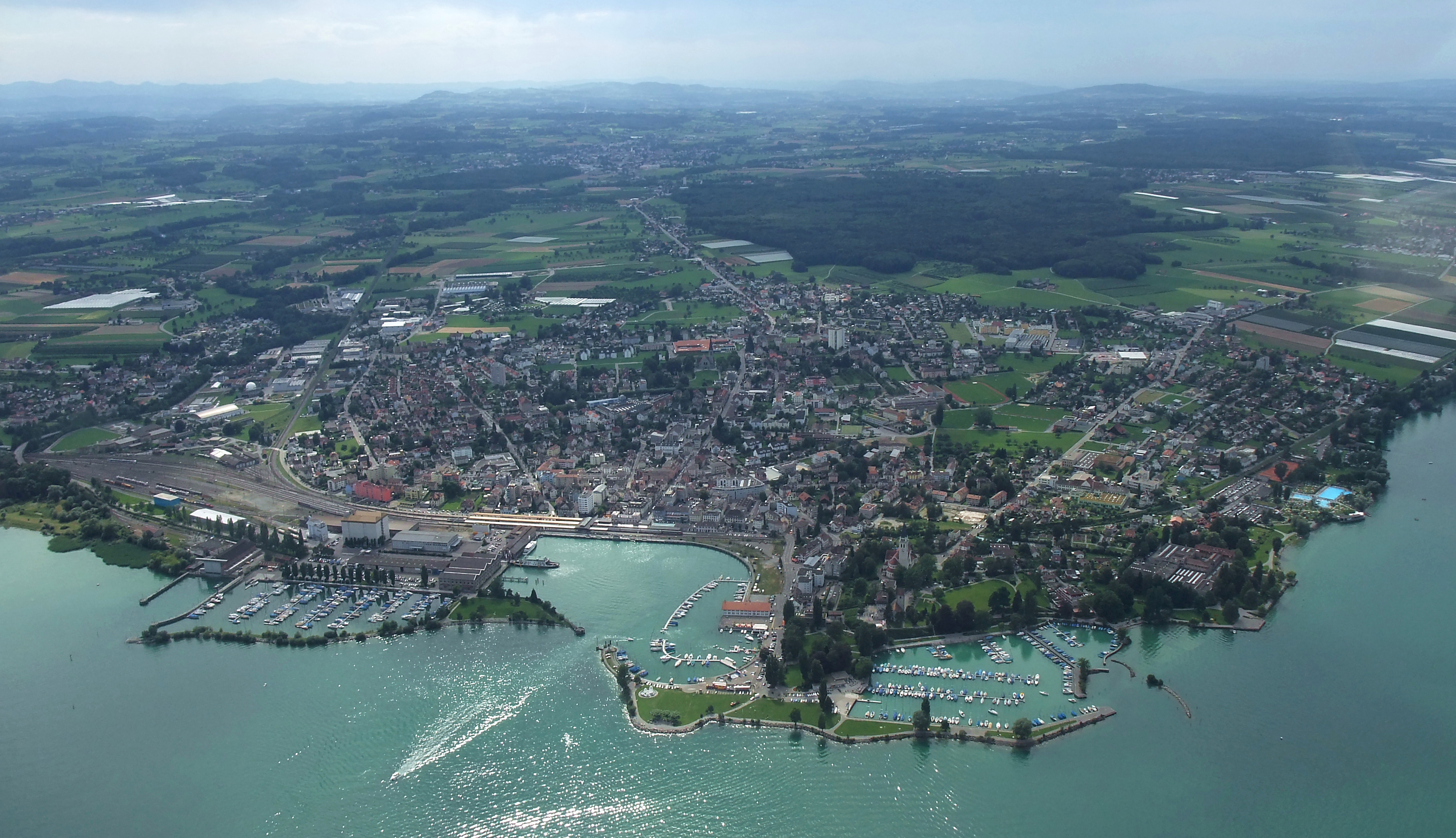
Romanshorn, der größte Bodenseehafen.

Außer diesen Häfen gibt es weitere von ehemals großer Bedeutung wie Radolfzell, Ludwigshafen (Sernatingen), Hard und Arbon, oder der relativ junge Hafen von Kreuzlingen. In kleineren Orten am Bodenseeufer sind die Schiffe der Weißen Flotte über Landestege erreichbar, deren Länge von der Wassertiefe bei Niedrigwasser abhängt. Die Länge reicht von wenigen Metern an der „Lände“ in Überlingen bis zu 270 Meter in Altnau.

## Rechtliche Regelungen
Nach einigen Unglücken, auch im Hafenbereich, beschlossen 1867 die damaligen Anrainerstaaten des Bodensees, eines internationalen Gewässers, die Internationale Schifffahrts- und Hafenordnung für den Bodensee, die in ihrer aktuellen Fassung hoch heute verbindlich ist.

## Aktuelle Situation
Nach dem Ende der Güter- und Trajektschifffahrt waren die meisten Häfen zu groß. Landseitig entstanden dort Immobilien, seeseitig Liegeplätze für Yachten. Heute verfügt fast jeder Ort am Bodensee über einen Yachthafen und teils über eine riesige Marina. Häfen für die Boote der Berufsfischer, private Ausflugsboote und die letzten Kiesschiffe sind von untergeordneter Bedeutung. Wichtig sind aber die beiden Fährhäfen der Autofähre Konstanz-Meersburg. 

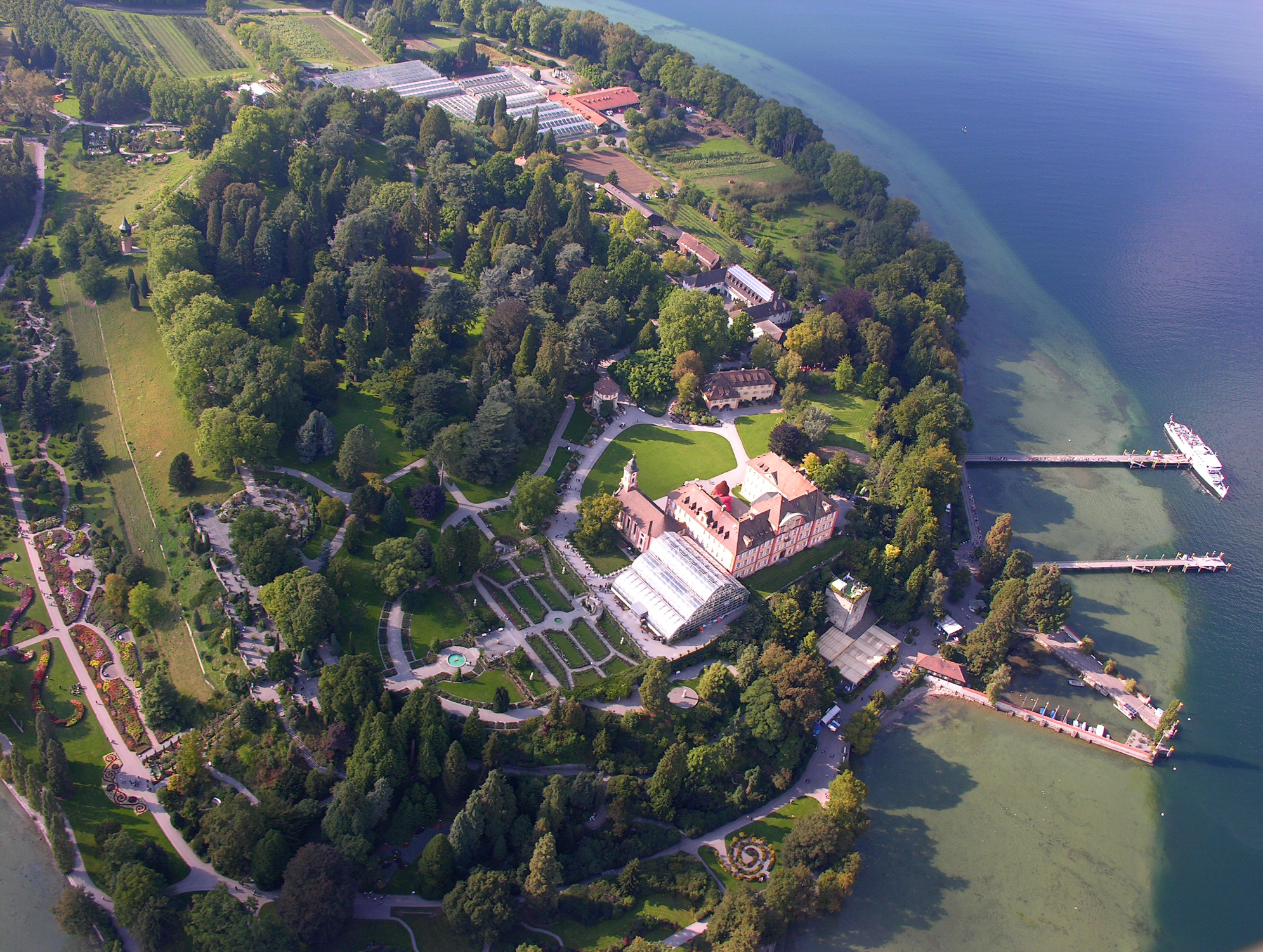
Die Halde, die Böschung zwischen der Flachwasserzone und dem tieferen Seebecken, ist vor der Insel Mainau und den beiden Landestegen gut zu erkennen.

Die enge Verknüpfung der Bodenseeschifffahrt mit der Eisenbahn hatte ihren Höhepunkt in den 1930er Jahren, als im Lindauer Hauptbahnhof bis zu 1500 Passagiere direkt vom Sonderzug in Sonderschiffe wie die Allgäu umgestiegen sind. Nach einer kurzen Erholung in den 1950er Jahren verloren die Hafenbahnhöfe ihre ursprüngliche Bedeutung fast vollständig. Der Lindauer Bahnhof wird verkleinert, im Hafenbahnhof von Friedrichshafen befindet sich seit 1996 das Zeppelin Museum.

### Schiffländen (Schweiz)
Orte mit Schifflände der Personenschifffahrt in der Schweiz, von Osten nach Westen:
| Name                    | Lage                                        | Kt. | ⊙                                          | Bild | Anmerkungen                    |
| ----------------------- | ------------------------------------------- | --- | ------------------------------------------ | ---- | ------------------------------ |
| Rheineck Schifflände    | Rheineck: im Alten Rhein                    | SG  | !509.5908425547.4685185 47.468518 9.590842 | BW   |                                |
| Altenrhein Schifflände  | Altenrhein: an der Mündung des Alten Rheins | SG  | !509.5603705547.4986465 47.498646 9.56037  | 2015 |                                |
| Staad SG Hafenmole      | Staad SG                                    | SG  | !509.5321665547.4822985 47.482298 9.532166 | BW   |                                |
| Rorschach Hafen (See)   | Rorschach: beim Bahnhof Rorschach Hafen     | SG  | !509.4934515547.4789815 47.478981 9.493451 | 2010 |                                |
| Horn (See)              | Horn                                        | TG  | !509.4629905547.4966735 47.496673 9.46299  | BW   |                                |
| Arbon (See)             | Arbon                                       | TG  | !509.4403435547.5126185 47.512618 9.440343 | 2007 |                                |
| Romanshorn Autoquai     | Romanshorn                                  | TG  | !509.3811805547.5647295 47.564729 9.38118  | 2021 | für Fähre nach Friedrichshafen |
| Romanshorn (See)        | Romanshorn: beim Bahnhof Romanshorn         | TG  | !509.3800605547.5656155 47.565615 9.38006  | 2018 |                                |
| Uttwil (See)            | Uttwil                                      | TG  | !509.3454055547.5864635 47.586463 9.345405 | 2019 |                                |
| Güttingen (See)         | Güttingen                                   | TG  | !509.2960725547.6129975 47.612997 9.296072 | 2019 |                                |
| Altnau (See)            | Altnau                                      | TG  | !509.2691515547.6231045 47.623104 9.269151 | 2011 |                                |
| Bottighofen (See)       | Bottighofen                                 | TG  | !509.2119355547.6447545 47.644754 9.211935 | 2021 |                                |
| Kreuzlingen Hafen (See) | Kreuzlingen                                 | TG  | !509.1826645547.6526365 47.652636 9.182664 | 2016 |                                |